# النهر والتماسيح (مسلسل)
النهر والتماسيح مسلسل مصري إنتاج 2008.

## بطولة
- صفاء أبو السعود
- سمير صبري
- عايدة رياض
- عزت أبو عوف
- نهال عنبر
- خالد محمود

## ملخص القصة
تنشيء (منيرة عبد المحسن) جمعية أهلية باسم (جمعية حماية نهر النيل)، لكنها تواجه في المقابل حملة هجوم عنيفة تتَّهمها بتبديد أموال المشروع في غير البند المخصص لها، وتكتشف مع مرور الوقت أن المدبّر لتلك الحملة بعض المستفيدين من إلقاء مخلفات مصانعهم في نهر النيل.